# Austrotinodes texensis
Austrotinodes texensis is een schietmot uit de familie Ecnomidae. De soort komt voor in het Nearctisch gebied.